# Hermann Lienhard
Hermann Lienhard (Bern, 26 december 1851 - aldaar, 10 september 1905) was een Zwitsers politicus.
Hermann Lienhard volgde een opleiding tot klokkenmaker en werkte op een klokkenmakersfabriek. In de avonduren studeerde hij rechten. Hij was daarnaast ook werkzaam op een advocatenkantoor te Biel. In 1875 deed hij zijn notariële examen en in 1887 studeerde hij af in de rechten en was vervolgens werkzaam op het secretariaat van het Departement van Binnenlandse Zaken. Van 1882 tot 1886 was hij opperrechter, van 1886 tot 1890 was hij chef van de rechterlijke afdeling van het federaal verzekeringsambt. Van 1895 tot 1905 was hij bondsrechter.
Hermann Lienhard was lid van de Vrijzinnig Democratische Partij (FDP). Van 1883 tot 1884 zat hij in de grondwetgevende vergadering van het kanton Bern en van 1886 tot 1890 was hij lid van de Grote Raad van Bern. Van 1890 tot 1895 zat hij in de Regeringsraad van Bern en was hij tevens lid van de Kantonsraad (eerste kamer van de Bondsvergadering). 
Hermann Lienhard was van 1 juni 1892 tot 31 mei 1893 voorzitter van de Regeringsraad van Bern.
Lienhard was ook voorzitter van de Bernese Juristenvereniging en de Berner Volksverein.
Hij overleed op 53-jarige leeftijd.

## Trivia
- Dr. h.c. aan de Universiteit van Bern (1895)